# 噻喃
噻喃（英語：thiopyran），是含有一個硫原子的完全不飽和六元雜環化合物。它有兩個雙鍵，根據雙鍵位置的不同，可以有兩個異構體：2H-噻喃和4H-噻喃。噻喃與吡喃結構相似，差別在於將吡喃上的氧原子替換成硫原子便是噻喃。